# گزارش ترافیک

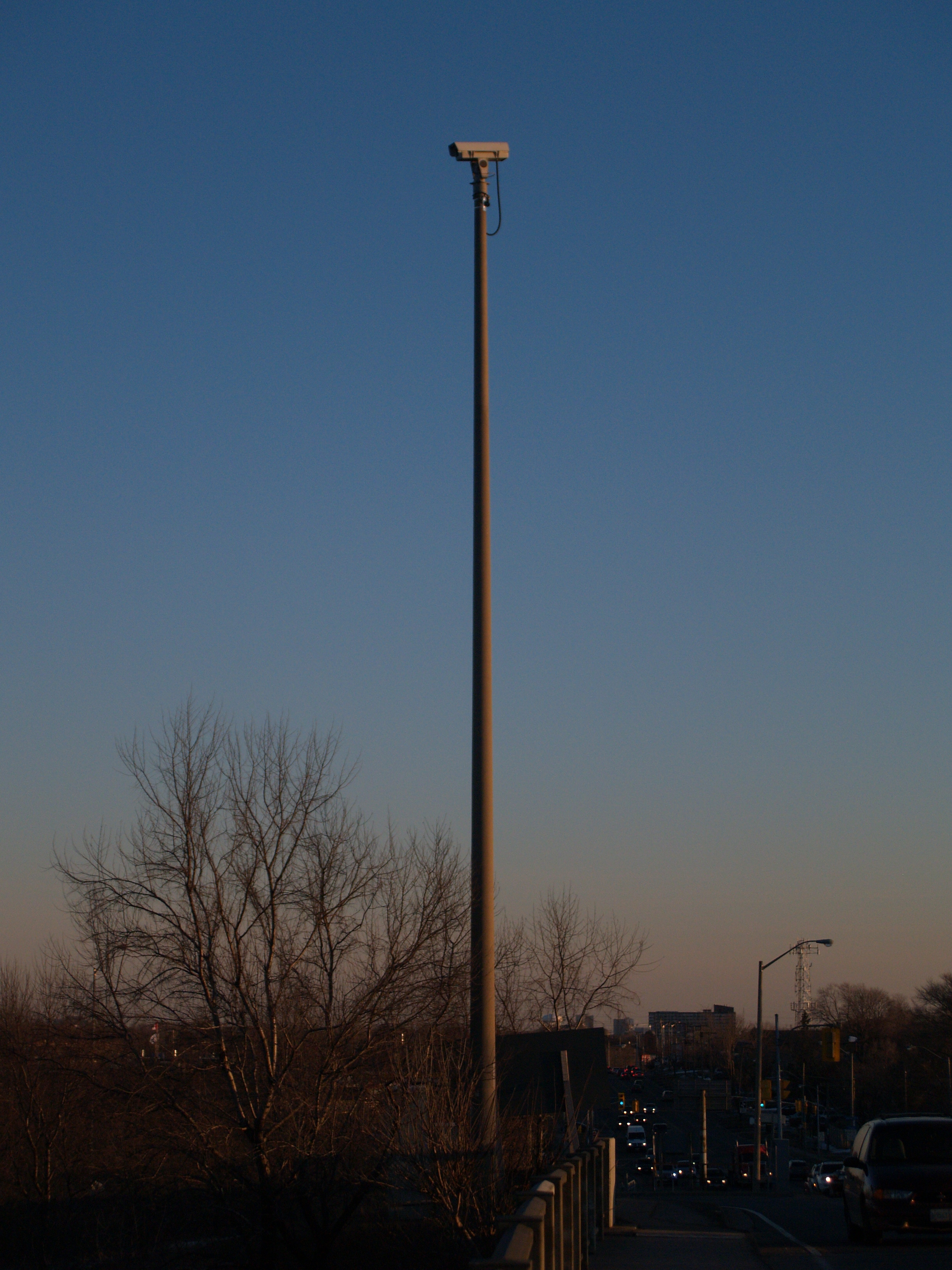
نمایی از یک‌دوربین کنترل ترافیک در تورنتو، کانادا - ۲۰۱۰

گزارش ترافیک، ارائهٔ اطلاعات تقریباً لحظه‌ای دربارهٔ شرایط جاده‌ها مثل تراکم ترافیک، مسیرهای انحرافی و برخوردهای ترافیکی است. این گزارش‌ها به رانندگان کمک می‌کند که مشکلات ترافیکی را پیش‌بینی کرده و از آن‌ها دوری کنند.
گزارش‌های ترافیک خصوصاً در شهرها، ممکن است گزارشی از تاخیرهای بزرگ در گذرگاه‌های بزرگ شهر باشد که حتماً هم ارتباطی با جاده‌ها ندارند. علاوه بر گزارش‌های رسانه‌ای، اطلاعات ترافیک از طریق سامانه موقعیت‌یاب جهانی، تلفن‌های هوشمند و کامپیوترهای شخصی هم ارائه می‌شوند.